# Francia ai XVI Giochi olimpici invernali
La Francia partecipò ai XVI Giochi olimpici invernali, svoltisi ad Albertville, Francia, dall'8 al 23 febbraio 1992, con una delegazione di 109 atleti impegnati in dodici discipline.